# U-Vox
U-Vox ist das achte Studioalbum der britischen Band Ultravox. Das Album erschien im Oktober 1986 bei Chrysalis Records und wird dem Genre New Wave zugerechnet. Es markiert zugleich die erste Produktion ohne den bisherigen Schlagzeuger Warren Cann sowie die letzte Zusammenarbeit der verbliebenen drei Bandmitglieder für einen Zeitraum von 23 Jahren. Mitte der 1990er-Jahre reaktivierte der Keyboarder Billy Currie den Bandnamen für zwei weitere Alben mit wechselnden Musikern. 2009 kam die ursprüngliche Besetzung für die Comeback-Tournee Return to Eden zusammen und veröffentlichte drei Jahre später das elfte Studioalbum Brilliant.
Im Jahr 2000 erschien im Rahmen der EMI-Gold-Serie eine seltene remasterte Ausgabe mit fünf Bonustracks. Am 4. September 2009 kam ein Doppelalbum als Remastered Definitive Edition heraus. Es enthält neben einer erneut remasterten Version des Originalalbums auf der ersten CD eine zweite CD mit einigen B-Seiten der Singleveröffentlichungen, Livemitschnitten und vormals unveröffentlichten Songs.

## Entstehungsgeschichte
Nach der Set Movements World Tour zur Promotion des Vorgängeralbums Lament verabredete die Band eine halbjährige Auszeit, die von Chrysalis Records mit der Veröffentlichung des im Vereinigten Königreich mit drei Platinschallplatten ausgezeichneten Kompilationsalbums The Collection und der Single Love’s Great Adventure überbrückt wurde.
Der Sänger und Gitarrist Midge Ure widmete sich zunächst anderen Projekten. Im November 1984 schrieb er zusammen mit Bob Geldof die Hitsingle Do They Know It’s Christmas? für Band Aid und war in der ersten Jahreshälfte 1985 mit den Vorbereitungen für das Benefizkonzert Live Aid im Londoner Wembley-Stadion beschäftigt, bei dem auch Ultravox auftrat. Im weiteren Jahresverlauf ließ die Produktion seines ersten Soloalbums The Gift mit der darauffolgenden gleichnamigen Welttournee keinen Spielraum für weitere Aktivitäten. Der Keyboarder und Violinist Billy Currie und der Bassist Chris Cross richteten Heimstudios ein. Während der Abwesenheit ihres Frontmannes begannen die beiden Bandmitglieder und der Schlagzeuger Warren Cann in Curries Hot Food Studio im Januar 1986 mit der Arbeit am neuen Album.
Nach Ures Rückkehr traten latente Spannungen innerhalb der Band offen zutage. Unterschiedliche Auffassungen über die musikalische Ausrichtung mündeten in Ures Versuch, einen Pfad zurück zu den Wurzeln des Songwritings und der damit verbundenen Art der Instrumentierung einzuschlagen, der dem ersten gemeinsamen Album Vienna zum Erfolg verholfen hatte. Cann hatte sein Interesse hingegen zunehmend auf die Möglichkeiten der künstlichen Klangerzeugung fokussiert. Während der Proben benutzte er eine als Iron Lung (dt. Eisenlunge) bezeichnete elektronische Konsole, bestehend aus Drumcomputer, Mischpult, Trigger und Sequenzer. Die technologiegesteuerte Abkehr vom (analogen) Schlagzeug bildete Ures Meinung nach schließlich den Auslöser für die Trennung von Cann. Rückblickend sieht Ure den Rauswurf des Gründungsmitgliedes nur als Kulminationspunkt einer Entwicklung an, die ohnehin nicht mehr aufzuhalten und bei der Cann lediglich der „Sündenbock“ gewesen sei. Die heterogene und seiner Meinung nach wenig inspirative Zusammenstellung der Songs – Ausnahme bildete das von Ure selbst geschriebene und arrangierte All Fall Down – ließen ihn angesichts seiner erfolgreichen Soloprojekte an den Zukunftsaussichten der Band zweifeln.
Conny Plank, der etwa ein Jahr nach der Veröffentlichung von U-Vox verstarb, wurde erstmals nach Rage in Eden wieder als Koproduzent verpflichtet. Die Aufnahmen für das Album fanden in Curries und Ures Londoner Studios sowie in Planks Studio bei Köln statt. Bei All Fall Down wirkte zudem die irische Musikgruppe The Chieftains mit, deren Beitrag in den Dubliner Windmill Lane Studios eingespielt wurde. Mit der Abmischung begann man zunächst in der Zweigstelle der AIR-Studios auf der Karibikinsel Montserrat. Plank war jedoch mit den Automatisierungseinstellungen der dortigen Mischkonsole des Herstellers Solid State Logic nicht zufrieden. Der Mix wurde danach in London unter Beteiligung von Ures Hausingenieur Rik Walton und dem Tontechniker John Hudson in den Mayfair Studios fertiggestellt. Mark Brzezicki von der schottischen Rockband Big Country ersetzte Cann am Schlagzeug. Mit seiner militärisch gefärbten Spielweise verhalf er den Kompositionen zwar zu mehr Lebendigkeit, gleichzeitig verlor Ultravox aber einen wichtigen Bestandteil des unverwechselbaren Sounds.
Vor den Proben zur anschließenden Welttournee gaben sowohl Ure als auch der Bassist Chris Cross ihren geplanten Abschied von Ultravox nach Abschluss der Konzertreise intern bekannt. Obwohl Musiker und Management offiziell nie von Auflösung sprachen, schlugen die Bandmitglieder ab 1987 getrennte Wege ein. Nach einigen Soloalben nutzte Currie den Bandnamen in den 1990er-Jahren für zwei weitere Produktionen mit mäßigem Erfolg.

## Covergestaltung
Die Firma des britischen Grafikdesigners Michael Nash zeichnete für die künstlerische Gestaltung der Album- und Single-Cover verantwortlich. Mit Ausnahme der dritten Singleauskopplung besteht das Leitmotiv aus dem Schriftzug U-Vox, in dem die Buchstaben in Form parallel verlaufender Streifen ähnlich einem Strichcode konzipiert worden sind. Für das Album-Cover wurde ein auffälliges Rot als Hintergrundfarbe und silberne Schrift verwendet, während die späteren CD-Ausgaben einen helleren Farbton aufweisen (weiße Schrift auf rosa Grund). Farbliche Variationen kamen bei den Singles Same Old Story (orange und schwarze Buchstaben auf blauem Grund) und All Fall Down (gelbe und schwarze Buchstaben auf grünem Grund) zum Einsatz. Auf dem Cover der Single All in One Day sind hingegen über 500 Gesichter berühmter Persönlichkeiten abgebildet.
Ursprünglich umgab das Album-Cover aus Karton eine zusätzliche Plastikhülle, die ebenfalls mit horizontal verlaufenden Streifen versehen worden war. Übereinandergelegt nahm die Schrift den Hintergrundfarbton an, sodass der Albumtitel erst zum Vorschein kam, nachdem man die äußere Hülle entfernt hatte. Während des Verpackungsvorganges wurde aber eine der Hüllen systematisch um 90 Grad verdreht; das Album gelangte infolgedessen mit kariertem Muster als Schriftzug in den Verkauf.

## Instrumentierung
Neben der aus früheren Alben bekannten Kombination aus Rock- und Synthesizerklängen beschritt Ultravox durch den Einsatz echter Blechblasinstrumente und Anleihen an folkloristische und klassische Musik neue Wege. Die zweite Singleauskopplung All Fall Down und das zugehörige Musikvideo entstanden in Zusammenarbeit mit der Folkband The Chieftains. Der letzte Song des Albums All in One Day wurde von dem Produzenten George Martin als Arrangeur und Dirigent gestaltet und mit Orchesterbegleitung eingespielt.
In Same Old Story traten Beggar & Co Horns als Blechbläser in Erscheinung. Zu den Gastmusikern in The Prize gehörten Gary Barnacle, John Thirkell, Pete Thoms und Derek Watkins. Der Saxofonist Barnacle sowie der Trompeter und Flügelhornist Thirkell hatten in ihrer Karriere unter anderem für Level 42 gearbeitet. Barnacle war zudem am dritten und letzten Visage-Album Beat Boy beteiligt, der Posaunist Thoms am 1989 erschienenen Album Read My Lips von Jimmy Somerville. Watkins wurde insbesondere in Deutschland als Orchestermitglied bei James Last bekannt.
Carol Kenyon steuerte den Hintergrundgesang für Same Old Story und The Prize bei. Der Bassist Kevin Powell lieferte Unterstützung in Sweet Surrender.

## Titelliste
1. Same Old Story – 4:38
2. Sweet Surrender – 4:34
3. Dream On – 4:47
4. The Prize – 5:37
5. All Fall Down – 5:09
6. Time to Kill – 4:26
7. Moon Madness – 3:28
8. Follow Your Heart – 4:53
9. All in One Day – 5:09

Die Remastered Definitive Edition enthält auf der zweiten CD:
1. Same Old Story (Extended Version) – 7:00
2. 3 – 4:01
3. All in One Day (Instrumental) – 6:13
4. All Fall Down (Extended Mix) – 7:41
5. Dreams? – 2:31
6. All Fall Down (Instrumental) – 5:36
7. Dream On (Recorded Live at Wembley Arena, 6. November 1986) – 3:50
8. The Prize (Recorded Live at Wembley Arena, 6. November 1986) – 4:58
9. All Fall Down (Recorded Live at Wembley Arena, 6. November 1986) – 5:41
10. Stateless – 2:52
11. Same Old Story (Recorded Live at Glasgow Barrowlands, 1. November 1986) – 4:32
12. Sweet Surrender (Recorded Live at Glasgow Barrowlands, 1. November 1986) – 3:02
13. All in One Day (Recorded Live at Glasgow Barrowlands, 1. November 1986) – 6:46
14. Time to Kill (Recorded Live at Glasgow Barrowlands, 1. November 1986) – 2:53
15. All in One Day (Work in Progress Mix) – 6:31

## Singleauskopplungen
Aus dem Album wurden insgesamt drei Singles ausgekoppelt: Same Old Story am 26. September 1986 (vor der Veröffentlichung des Albums), All Fall Down am 19. November 1986 und All in One Day am 8. Juni 1987. Die beiden ersten Singles, für die auch Musikvideos produziert worden sind, verzeichneten nur in Polen einstellige Chartränge und kamen in Großbritannien nicht über mittlere Platzierungen hinaus. Die mit Position 30 erfolgreichste Single All Fall Down reihte sich in die damals populäre Serie politisch gefärbter Songs ein, die das Wettrüsten in der Endphase des Kalten Krieges thematisierten.

## Rezeption
Alex Ogg von Allmusic bewertet das Album mit 2 von 5 Punkten. Im Gegensatz zu ausführlichen Rezensionen früherer Werke durch Dave Thompson beschränkt sich Ogg darauf, den Synthesizer-dominierten musikalischen Stil als überholt zu bezeichnen. Einfallsreichtum bescheinigt er nur der Single All Fall Down, während die beiden anderen Auskopplungen als „oberflächlicher Widerhall“ früherer Veröffentlichungen kritisiert werden.
In Fankreisen wird das Album unter Verweis auf das Cover auch abwertend (Dreaded) Pink Thing (dt. „(gefürchtetes) rosafarbenes Ding“) genannt. Nach dem Ausscheiden von Warren Cann, der für viele musikalische Anhänger den Sound entscheidend mitprägte, trage das Album nicht den Charakter einer typischen Ultravox-Produktion in sich.
Midge Ure und Billy Currie selbst bezeichneten das musikalische Vermächtnis in Form des letzten gemeinsamen Studioalbums aus den 1980er-Jahren in Interviews aus den Jahren 2009 und 2010 als nicht gelungen. Der kritische Rückblick gilt als einer der Gründe für die Einspielung eines weiteren Studioalbums nach dem Comeback der Band.

## Kommerzieller Erfolg

### Chartplatzierungen
Das Album stieg in Großbritannien auf Platz neun in die Charts ein und hielt sich insgesamt sechs Wochen in der Wertung. In Deutschland erreichte es mit Rang 49 die schlechteste Höchstplatzierung aller in den Hitlisten vertretenen Alben der Band, während in der Schweiz erstmals eine Chartposition eines Albums (29.) verzeichnet werden konnte. Weitere Chartplatzierungen in Schweden (16.) und Neuseeland (49.) kamen hinzu.
| ChartsChartplatzierungen     | Höchstplatzierung | Wochen |
| ---------------------------- | ----------------- | ------ |
| Deutschland (GfK)            | 49 (3 Wo.)        | 3      |
| Schweiz (IFPI)               | 29 (1 Wo.)        | 1      |
| Vereinigtes Königreich (OCC) | 9 (6 Wo.)         | 6      |

### Auszeichnungen für Musikverkäufe
| Land/Region                  | Auszeichnungen für Musikverkäufe (Land/Region, Auszeichnung, Verkäufe) | Verkäufe |
| ---------------------------- | ---------------------------------------------------------------------- | -------- |
| Vereinigtes Königreich (BPI) | Gold                                                                   | 100.000  |
| Insgesamt                    | 1× Gold ·                                                              | 100.000  |

## Tournee
Kurz nach der Veröffentlichung des Albums begann Ende Oktober 1986 die U-Vox Tour in Polen. Nach Konzerten in Großbritannien und Italien folgten von Ende November bis Mitte Dezember zwei Stationen in Österreich und neun Auftritte in Deutschland. Über Skandinavien und Frankreich führte die Welttournee in den ersten Monaten des Folgejahres schließlich nach Japan, Australasien und Nordamerika.
Während der Konzertreihe saß Pat Ahern – von 1989 bis 1993 ebenfalls bei Big Country – anstelle von Mark Brzezicki am Schlagzeug. Darüber hinaus erhielt die Band Unterstützung von dem schwedischen Gitarristen Max Abbey, dem Keyboarder und Violinisten Craig Armstrong sowie Colin King von den Messengers für den Hintergrundgesang. Ure hatte Abbey in seiner Funktion als Musikproduzent für dessen Band Strasse kennengelernt. Armstrong hatte bereits 1985 die Tournee von Ure zu The Gift begleitet.